# Über den Dilettantismus

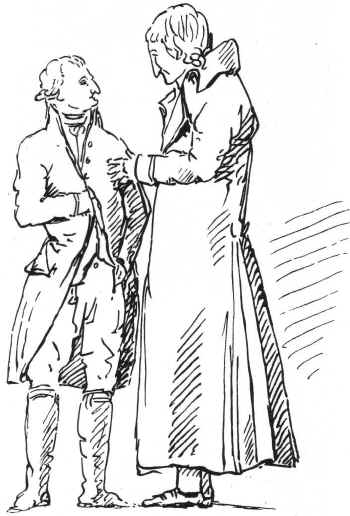
Johann Christian Reinhart – Goethe und Schiller im Gespräch (1804)

Über den Dilettantismus ist die Bezeichnung für eine Sammlung mehrerer, im Sommer 1799 von Friedrich Schiller und Johann Wolfgang von Goethe verfasster fragmentarischer Schemata und dazugehöriger Paralipomena. Über den Dilettantismus besteht aus einer schematischen Übersicht zum Dilettantismus in den verschiedenen „Fächern“ und seinem Nutzen und Schaden, der Herkunft und des Auftretens im Ausland sowie Einzelschemata, die sich detaillierter mit dem Vorkommen und der Art des Dilettantismus in den einzelnen Künsten um 1800 beschäftigen. Gleichzeitig ist Über den Dilettantismus auch eine Arbeit, die trotz ihres fragmentarischen Charakters den klassischen Kunst- und Geniebegriff, dem Goethe und Schiller sich verpflichtet fühlten, deutlich darstellt. Die Arbeit war für eine Veröffentlichung in Goethes Zeitschrift Propyläen bestimmt, wurde jedoch erst nach Goethes und Schillers Tod 1833 bzw. 1841 veröffentlicht. Initiator und treibende Kraft des Projektes war Friedrich Schiller, der auch eine praktische Überprüfung der Erkenntnisse in Weimar anregte. Am dortigen Musenhof um Herzogin Anna Amalia nahmen sich beide des Epos der dilettierenden Amalie von Imhoff, Die Schwestern von Lesbos, an, an dem sie überprüfen wollten, ob daraus durch eigene Verbesserungen ein Kunstwerk entstehen könnte.

## Dilettantismus bei Goethe und Schiller
Äußerungen über den Dilettantismus sind sowohl von Goethe als auch von Schiller zahlreich überliefert.
Friedrich Schiller hatte sich schon 1784 in seinem Aufsatz Ueber das teutsche Theater mit dem Gegensatz des Schauspielers von Handwerk und des bloßen Liebhabers auseinandergesetzt. Hier wurde der Dilettant dem Schauspieler von Profession vorgezogen, da ersterer die Affekte nicht nur gespielt, sondern natürlich wirken lässt. Schillers Auseinandersetzung mit dem Dilettanten wurden jedoch zusehends kritischer. In seiner Schrift Ueber die nothwendigen Grenzen beim Gebrauch schöner Formen aus dem Jahr 1795 wird der „bloße Liebhaber“ der Kunst vom wahrhaften Kunstgenie unterschieden. In den Votivtafeln hatte er 1797 unter der Überschrift Dilettant bereits das falsche Dichtertum kritisiert:
„Weil ein Vers dir gelingt in einer gebildeten Sprache,
Die für dich dichtet und denkt, glaubst du schon Dichter zu seyn?“

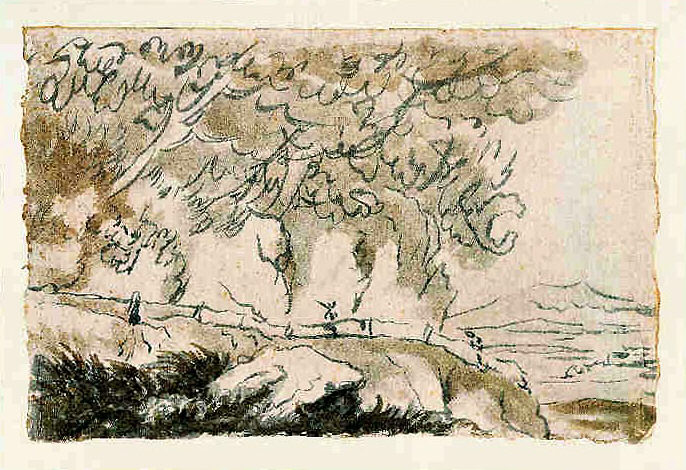
Johann Wolfgang von Goethe – Die Solfatara von Pozzuoli (1787) als „dilettantisches“ Werk

Während Friedrich Schiller dem Dilettantismus kritisch gegenüberstand, war Goethe eher vom Nutzen des Dilettantismus überzeugt. Er hatte sich 1799 bei Christian Jagemann nach der Bedeutung des Begriffs Dilettantismus, der erstmals 1774 in eingedeutschter Form bei Christian Friedrich Daniel Schubart vorkam, erkundigt und anschließend notiert: „Es bedeutet einen Liebhaber der Künste, der nicht allein betrachten und genießen, sondern auch an ihrer Ausübung Theil nehmen will.“ Damit zählte er selbst auf dem Gebiet der Malerei und der Naturwissenschaft zu den Dilettanten.
Goethe und Schiller hatten ab November 1798 bei der Ausarbeitung des Schemas Der Sammler und die Seinigen auch den Dilettantismus angesprochen. Die Arbeit zog sich bis Mai 1799 hin, der Aufsatz erschien im Juni 1799 in Goethes Zeitschrift Propyläen. Darin werden in Briefform verschiedene Typen von Dilettanten, also praktisch tätigen Kunstliebhabern entworfen. Neben Schilderungen aus dem Leben einer Familie, die Kunst sammelt, enthält der achte und damit letzte Brief eine Aufzählung der verschiedenen Kunstliebhaber und -erschaffer, die dilettantistische Züge aufweisen.
- Nachahmer: Der Nachahmer ist in erster Linie ein Nachzeichner der Wirklichkeit, „recht behaglich kann uns das Werk nicht machen, denn es fehlt ihm die Kunstwahrheit als schöner Schein.“[4] Unter die Nachahmer fällt auch der Zeichner von Schattenrissen.

- Imaginanten: Sie führen die Kunst über ihre Grenzen hinaus ins Unbestimmte und Unbegrenzte, wodurch die Kunst von ihrer eigentlichen Mitte entfernt wird.

- Charakteristiker: Sie gehen abstrakt und auf der Basis von Regeln an die Kunst heran und beschränken damit die Kunst selbst.

- Undulisten: Sie stehen der Kunst mit gleichgültiger Anmut gegenüber und schaffen seichte, nichtssagende Werke.

- Kleinkünstler: Sie schaffen Miniaturen und sind als negativ anzusehen, wenn sie sich den Nachahmern nähern und ihr Werk nicht in eine Einheit bringen können.

- Skizzisten: Sie fördern eine Einseitigkeit in der Kunst, indem sie nur den Geist und nicht den Sinn ansprechen. Künstler dieser Art können nur skizzieren, jedoch nie vollenden.

Jeder dieser dilettantischen Künstler betrachtet Kunst entweder als Spiel oder mit zu viel Ernst. „Nur aus innig verbundenem Ernst und Spiel kann wahre Kunst entspringen“, eine Aussage, die Goethe und Schiller in ihren Schemata zum Dilettantismus erneut aufnahmen.

## Über den Dilettantismus

### Entstehung
Johann Wolfgang von Goethe und Friedrich Schiller verfassten die Schemata zum Dilettantismus vom 3. bis zum 26. Mai 1799.

„Wir zeichneten zusammen jene Temperamentenrose wiederholt, auch der nützliche und schädliche Einfluß des Dilettantismus auf alle Künste ward tabellarisch weiter ausgearbeitet, wovon die Blätter beidhändig noch vorliegen. Überhaupt wurden solche methodische Entwürfe durch Schillers philosophischen Ordnungsgeist, zu welchem ich mich symbolisierend hinneigte, zur angenehmsten Unterhaltung. Man nahm sie von Zeit zu Zeit wieder auf, prüfte sie, stellte sie um …“

Geplant war eine Veröffentlichung der Arbeit in Goethes Zeitschrift Propyläen, die Arbeit zu einzelnen Aspekten des Dilettantismus schien während Goethes Aufenthalt in Jena 1799 Formen anzunehmen. Am 27. Mai 1799 reiste Goethe aus Jena ab und nahm das Schema über den Dilettantismus mit sich. Friedrich Schiller als treibende Kraft des Projekts erinnerte Goethe schon bald nach seiner Abreise daran, „das Schema über diesen Aufsatz […] abgeschrieben und mit neuen Bemerkungen bereichert, zurück[zusenden]“, doch vertröstete ihn Goethe noch am selben Tag. Im Juli 1799 war es erneut Friedrich Schiller, der die stockende Arbeit zum Schema über den Dilettantismus wieder aufnehmen wollte. „Haben Sie denn über den Dilettantism indeßen nicht weiter nachgedacht? Ich sehnte mich nach einer solchen Anregung und würde gern meine Gedanken dazu beisteuern, wenn ich den activen Zustand des gesammelten Materials vor Augen hätte. Wenn es abgeschrieben ist und Sie es nicht brauchen, so senden Sie mirs doch“. Dies scheint geschehen zu sein, bittet Goethe Schiller im September „auf Ihrer gegenwärtigen Excursion acht[zugeben], ob Sie das Schema nicht completiren können. Es wäre doch hübsch, wenn man es dahin brächte daß man wüßte was die Leute urtheilen müssen.“ Der Aufsatz über den Dilettantismus kam jedoch nicht zustande, die erarbeiteten Schemata wurden erstmals in bearbeiteter Form 1833 gedruckt (vgl. Abschnitt Paralipomena), das „Allgemeine Schema“ sogar erst 1841.

### Aufbau

#### Allgemeines Schema

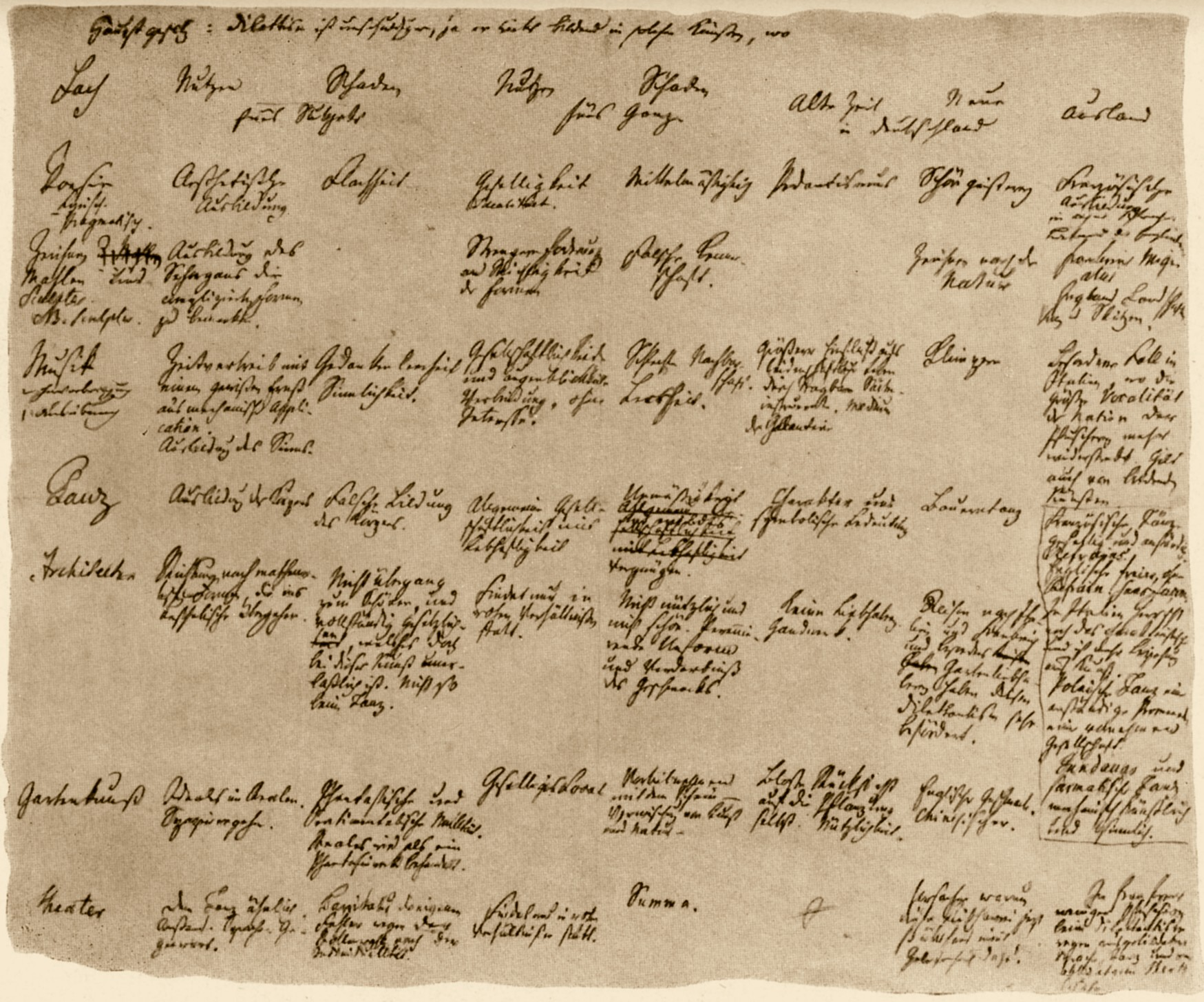
Allgemeines Schema zum Dilettantismus in der Handschrift Schillers, mit Anmerkungen Goethes.

Das erstverfasste dreiseitige Schema Über den Dilettantismus ist das Allgemeine Schema, das am 3. Mai 1799 entstand. Es besteht auf Seite 1 aus einer unstrukturierten Auflistung verschiedener Künste in Goethes Handschrift mit einem Datumsvermerk seines Dieners Johann Ludwig Geist, in denen der Dilettantismus, also das liebhaberhafte Wirken vertreten sein kann, z. B. in der Poesie, der Architektur, der Gartenkunst oder dem Theater. Des Weiteren werden die Künste verschiedenen Trieben zugeordnet, aus denen die Beschäftigung des Dilettanten mit der jeweiligen Kunst entstehen kann. Goethe und Schiller unterscheiden dabei die Triebe Äußerungstrieb, Lusttrieb, Nachahmungstrieb und den Bildungstrieb. Keinem dieser vier Triebe lässt sich demnach nur das Theater zuordnen.
Seite 2 und 3 des Allgemeinen Schemas geht tabellarisch die Fächer Poesie (lyrisch und pragmatisch), Zeichnen (Malen und Skulptur), Musik (Ausübung, Hervorbringung), Tanz, Architektur, Gartenkunst und Theater durch. An jedem Fach werden Überlegungen zum Nutzen und Schaden (fürs Subjekt/fürs Ganze) und zu Beispielen im Inland (Alte Zeit/Neue) und Ausland angestellt. Das Überblicksschema ist überschrieben mit dem Bruchstück „Hauptgesetz: Dilettism ist unschuldiger, ja er wirkt bildend in solchen Künsten, wo“. Die Tabelle ist von Schiller geschrieben worden, einzelne Wörter wurden durch Goethe ergänzt.

#### Einzelschemata
Bereits am 19. Mai 1799 entstand das Einzelschema zur Zeichnung, das wie das Allgemeine Schema nach Nutzen und Schaden für den Einzelnen und das Ganze und nach dem Vorkommen in alter und neuer Zeit in Deutschland und allgemein im Ausland aufgegliedert ist, jedoch detaillierter als das Allgemeine Schema auf die einzelnen Punkte eingeht. Einen Tag später fertigten Goethe und Schiller das Einzelschema zum Tanz an, das keine Informationen über den Dilettantismus im Ausland enthält. Am 21. Mai 1799 entstand das Einzelschema zur Baukunst, am folgenden das zur Musik und zur Gartenkunst. Letzteres verzeichnet keine Einträge zum Dilettantismus im Ausland und in der alten Zeit in Deutschland.
Am 23. und 24. Mai 1799 entstand das Einzelschema zur lyrischen Poesie, am 24. Mai zudem noch das Schema zur pragmatischen Poesie, das deutlich kürzer als das zur lyrischen ist und zahlreiche Lücken aufweist. Während jeder Nutzen des Dilettantismus in der Pragmatischen Poesie negiert wird, fehlen Angaben zum Vorkommen des Dilettantismus im In- und Ausland. Am 26. Mai beschäftigten sich Goethe und Schiller mit dem Schema zur Schauspielkunst, am nächsten Tag reiste Goethe aus Jena ab.
Alle Schemata wurden dabei von Friedrich Schiller geschrieben und von Johann Wolfgang von Goethe ergänzt. Die Überschriften wurden nachträglich von Johann Peter Eckermann hinzugefügt, einzelne wenige Anmerkungen finden sich auch von Johann Heinrich Meyers Hand.

### Bewertung des Dilettantismus

#### Schaden
Dilettantismus ist immer „Fertigkeit ohne poetischen Geist“, da dem Liebhaber der Kunst im Gegensatz zum wahren Künstler das Interesse am Geschaffenen fehlt. „[…] der Künstler der ächte Kenner hat ein unbedingtes ganzes Intereße und Ernst an der Kunst und am Kunstwerk. der Dilettant immer nur ein halbes er treibt alles als ein Spiel als Zeitvertreib“.
Für den „ächten Kenner“ wird der Dilettant auch eine Gefahr für den eigenen künstlerischen Erfolg, da er auch eine als negativ zu betrachtende Macht über das Publikum besitzt. „Er nimmt der Kunst ihr Element, und verschlechtert ihr Publicum dem er den Ernst und den Rigorismus nimmt. […] Er bringt diejenigen Künstler, welche dem Dilettantism näher stehen, auf Unkosten der ächten Künstler in Ansehen.“ Als die „ächten Künstler“ sehen sich Goethe und Schiller selbst, was ihnen nicht gleicht, wird verworfen: „Alle neuern Künstler gehören in die Klasse des Unvollkommenen.“
Unvollkommenheit und „Mittelmäßigkeit“ kennzeichnen den Dilettanten auch, weil er „sich auf subjektiven Irrwegen [verliert]“, dies jedoch nicht erkennt, weil er seinen subjektiv geschaffenen Stoff mit wahrer Kunst verwechselt. Als Schauspieler z. B. wird der Dilettant so immer nur Rollen wählen, die seinem eigenen Charakter entsprechen und „nie den Gegenstand, immer nur sein Gefühl über den Gegenstand schildern“. „Alle dilettantischen Geburten […] werden nur die Neigung und Abneigung ihres Urhebers ausdrücken.“ Ihre geschaffene Kunst ist also immer eine subjektive. Der Dilettant kann sich zu keiner Zeit von dem Gegenstand, über den er schreibt, emotional lösen, er kann nie aus sich heraustreten und somit eine objektive Wahrheit finden. Da sein Werk ausschließlich subjektiv ist, wird es nie Allgemeingültigkeit erlangen können. Das Werk eines Dilettanten kann also nach Goethe und Schiller nie echte Kunst werden, da diese nach Objektivität verlangt.
„Alle Dilettanten sind Plagiarii“, Dilettanten schaffen ihre Werke also in Anlehnung an die „ächte … Poesie“, sie nutzen Phrasen und Ausdrücke bereits bekannter Werke und werden dadurch nicht selbst künstlerisch aktiv. Die Stofffindung geschieht auf passivem Wege, indem auf Bestehendes zurückgegriffen wird. Der Dilettant wird also zu keinem Schöpfer im künstlerischen Sinne, sondern nur zu einem „Nachahmer, Copist[en], Schattenrißler“, wie es bereits im Schema zu Der Sammler und die Seinigen heißt, welches sich ebenfalls mit dem Dilettantismus beschäftigt. Gleichzeitig führt eine Überschätzung des eigenen künstlerischen Könnens wie auch der spielerische Umgang mit Kunst bei den meisten Dilettanten zu einem baldigen Motivationsverlust, der – wenn überhaupt – mittelmäßige, mechanisch geschaffene und oberflächliche Werke hervorbringt, den Schaffer dieser Werke jedoch, im Glauben auf diesem Weg Kunst produziert zu haben, nach Anerkennung seines Werkes trachten lässt.

#### Nutzen
Dilettantismus hat auch positive Seiten. Da sich der Dilettant beim Schaffen seiner Kunst mit der Kunst selbst auseinandersetzt, kann er sich in Einzelfällen derart weiterbilden, dass er für die „ächte Kunst“ empfänglich wird. Die „ästhetische Ausbildung“ kann den Dilettanten dazu führen, „die Gesetze kennen[zu]lernen, wonach wir sehen“. In der Kunst kann ein Dilettant zwar kein „Künstler“ werden, doch kann er durch eine Perfektion des Handwerklichen das Handwerk zu einer gewissen Kunstähnlichkeit führen. Dadurch kann er als Vorstufe der Kunst auch für andere nützlich sein und z. B. den Rezipienten des dilettantischen Werkes schließlich zur Kunst selbst führen.
In einem Brief an Friedrich Heinrich Jacobi vom 2. Januar 1800 erkannte Johann Wolfgang von Goethe im Zuge der Auseinandersetzung mit dem Dilettantismus auch sein eigenes Wirken in der bildenden Kunst als dilettantisch an.

## Praktische Überprüfung

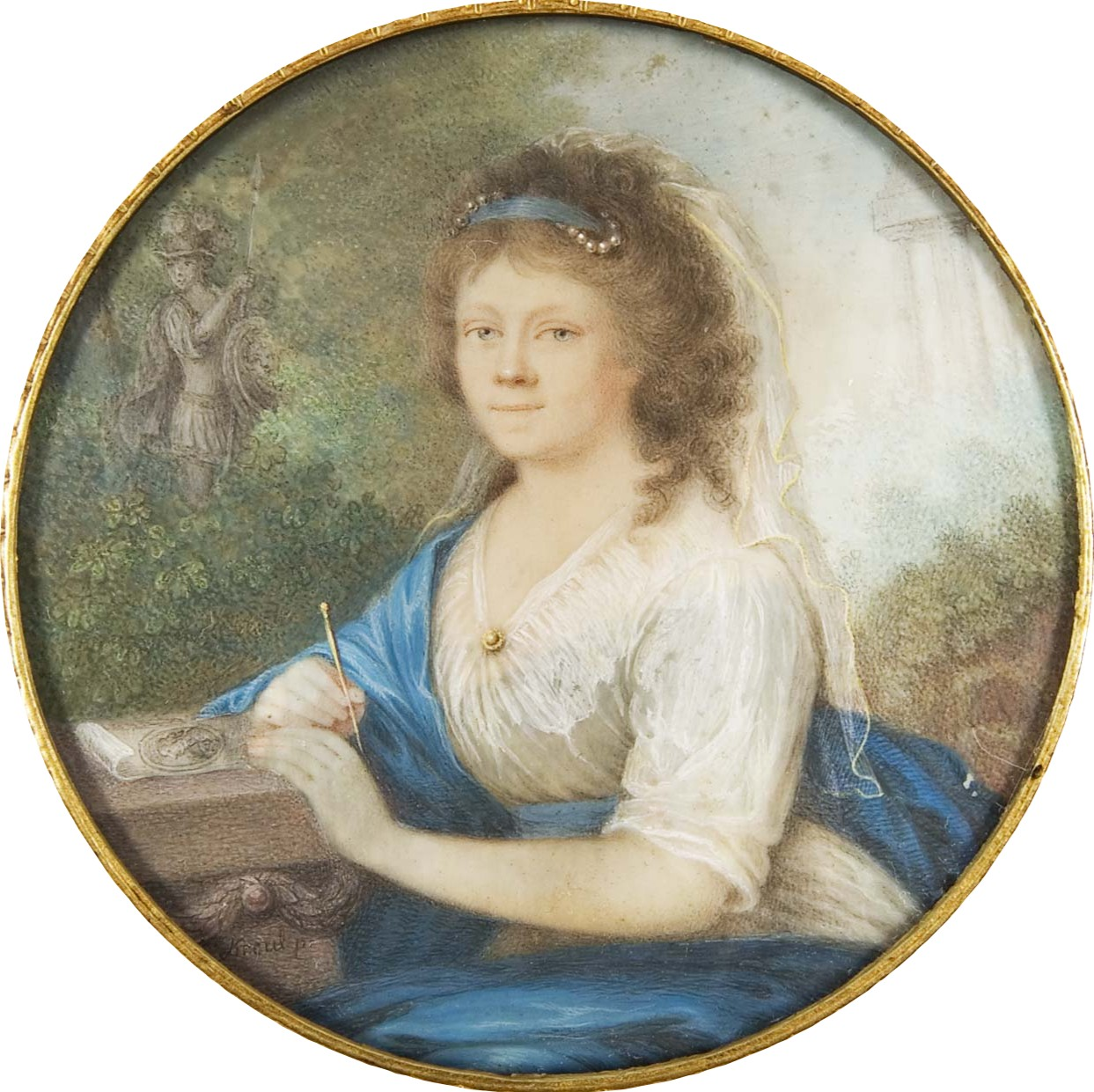
Johann Lorenz Kreul – Miniaturportrait Amalie von Imhoff

Generell als dilettantisch angesehen wurde die Literatur von Frauen, die um 1800 verstärkt auf den literarischen Markt drängten. Neben Kritik an Werken von Caroline von Wolzogen (Agnes von Lilien), Sophie Mereau oder Charlotte von Stein war vor allem Amalie von Imhoffs episches Gedicht Die Schwestern von Lesbos für Goethe und Schiller eine Möglichkeit, die Grenzen und Möglichkeiten dilettantischer Literaturproduktion zu untersuchen.
Amalie von Imhoff hatte Friedrich Schiller ihr Epos in sechs Gesängen für eine Veröffentlichung in Schillers Musenalmanach bereits im März 1799 geschickt. Es kreist um den Brauch auf der Insel Lesbos, nach dem nur die erstgeborene Tochter heiraten darf und ihre Schwestern ihr als Magd dienen müssen. In Die Schwestern von Lesbos verlieben sich jedoch die jüngere Schwester und der Bräutigam der ältesten ineinander, jedoch findet die jüngere Schwester am Ende die Kraft zur Entsagung.
Schiller zeigte sich zunächst begeistert und lobte den „schönen Geist“ des Werkes und die klassische, „die zarte und doch bestimmte Zeichnung, die reinen edlen und doch dabey wahrmenschlichen Gestalten, die einfachen und doch zureichenden Mittel durch die alles geschieht. Die Exposition ist mit großer Geschicklichkeit gemacht, die Auflösung ist durch eine hohe Simplicität und Zartheit rührend. Es bleibt alles in der Natur und Wahrheit, und trägt demungeachtet einen schönen idealen Charakter.“ Er sandte das Werk an Goethe weiter, der es verriss.
Johann Wolfgang von Goethe setzte sich bereits am 13. Mai 1799, also während der intensiven Beschäftigung mit den Schemata zum Dilettantismus, mit Amalie von Imhoff in Verbindung und hielt einen poetischen Kongress bei Caroline von Wolzogen ab, in dessen Folge er Kritik an den Schwestern von Lesbos übte und Umarbeitungen verlangte. Amalie von Imhoff stimmte nach der Vermittlung von Johann Heinrich Meyer einer Überarbeitung ihres Werkes zu, jedoch war Goethe mit ihren Änderungen nicht zufrieden und begann eigene Verbesserungen.

„Den ersten Gesang des Gedichtes habe ich von unserer Freundin erhalten gegen den aber leider alle Gravamina die ich Ihnen schon vorerzählt gewaltig gelten. Es fehlt alle epische Retardation dadurch drängt sich alles auf und über einander und dem Gedicht fehlt, wenn man es liest durchaus Ruhe und Klarheit. In dem ganzen Gesange ist kein einziger Abschnitt angegeben und wirklich sind die Abschnitte schwer zu bezeichnen die sehr langen Perioden verwickeln die Sache mehr als daß sie durch eine gewisse Vollendung dem Vortrag eine Anmuth geben. Es entstehen viele dunkle Parenthesen und Beziehungen die Worte sind oft ohne epischen Zweck umgestellt und der Gebrauch der Partizipien nicht immer glücklich. Ich will sehen das mögliche zu thun um so mehr als ich meine hießigen Stunden nicht hoch anrechne.“

Ziel der Intervention Goethes war dabei einerseits die Verbesserung des Gedichtes, das bei der Veröffentlichung im Musenalmanach auf das Jahr 1800 über 100 Seiten füllte, und andererseits auch eine Überprüfung, ob aus einem dilettantischen Werk durch die Verbesserung eines Genies Kunst werden könnte. Auch Schiller wertete die Veränderung des Epos Die Schwestern von Lesbos als wissenschaftliche Forschungsarbeit:

„… indessen müssen Sie die Arbeit als eine sectionem cadaveris zum Behuf der Wissenschaft ansehen, da dieser praktische Fall bei der gegenwärtigen theoretischen Arbeit [den Dilettantismus-Studien] nicht ganz ungelegen kommt.“

Die gemeinsame Umarbeitung der Schwestern von Lesbos kam nur langsam voran und obwohl Goethe im Juni und Anfang August noch der Meinung war, durchaus ein nach seinem Anspruch künstlerisches Werk schaffen zu können, war sein Fazit Ende August negativ.

„Es ist immer keine Frage, daß das Gedicht viel Anlage und viel Gutes hat, nur bleibt es in der Ausführung zu weit hinter dem zurück was es seyn sollte, obgleich inzwischen daß Sie es nicht gesehen haben viel daran geschehen ist.“

Das Fazit der praktischen Beschäftigung mit einem nach Goethe und Schillers Untersuchungen dilettantischen Werk fiel negativ aus und Goethe ließ auch seinen Anteil der Mitarbeit nicht im Heft selbst verlauten. Bei seinem Erscheinen erhielt Die Schwestern von Lesbos dennoch positive Kritiken und erlebte als Einzelveröffentlichung mehrere Auflagen.

## Paralipomena

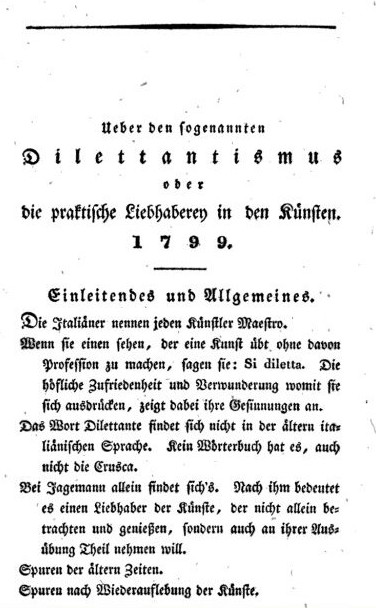
Über den sogenannten Dilettantismus oder die praktische Liebhaberey in den Künsten. 1799., erschienen 1833

Es existieren verschiedene kürzere Nachträge und Ergänzungen zu den Schemata, die teilweise in der Handschrift Schillers und teilweise in der Goethes, mit Anmerkungen von Johann Ludwig Geist oder Johann Heinrich Meyer überliefert sind. Im Winter 1823/24 wurden die Schemata und Paralipomena zum Dilettantismus von Johann Peter Eckermann für die Ausgabe letzter Hand von Goethes Werken redigiert. Eckermann bearbeitete bis zum 24. April 1824 die Schemata auch von Schillers Hand, die sich in Goethes Besitz befanden und fügte alles in neuer Anordnung zu einem Aufsatz zusammen, der mit Über den sogenannten Dilettantismus oder die praktische Liebhaberey in den Künsten überschrieben war und in der Ausgabe letzter Hand 1833 gedruckt wurde. Eckermann hatte hier die tabellarischen Schemata in Fließtext umgewandelt und somit eine Neubearbeitung des Stoffes angefertigt, die die zahlreichen Einzelnotizen ordnete und am Ende 36 Seiten zählte. Das Allgemeine Schema hat Eckermann jedoch nicht in seine Bearbeitung einbezogen. Es erschien erst 1841 in einer Nachlese zu Schillers Werken .
Zuerst sollte der Ursprung des Wortes Dilettant aus dem Italienischen untersucht werden, um schließlich auf die Verbreitung und Definition des Wortes um 1800 einzugehen. Als Dilettant gilt demnach nicht, wer „mit wirklichem Künstlertalent geboren wäre, aber durch Umstände wäre gehindert worden, es als Künstler zu excoliren“, sondern der, der ohne künstlerisches Talent nur den wahren Künstler nachahme. Während der Dilettant häufig aus äußerlich gesicherten Lebensumständen agiert, lebt das Genie oft in einer freiwilligen Armut und ist äußerlich deutlich gefährdeter.

„Genie und Talent haben zwar das innere gewisse, stehen aber nach außen äußerst ungewiß. Sie treffen nicht immer mit den Bedingungen und Bedürfnissen der Zeit zusammen. In barbarischen Zeiten werden sie als etwas Seltsames geschätzt. Sie sind des Beifalls nicht gewiß.“

Der Dilettant wird nicht als Künstler geboren und versucht sich nur an der Kunst, da er am Beispiel der echten Künstler das Gelingen sieht. Kunst begreift der Dilettant als einfaches Spiel. Eine genauere Untersuchung des Dilettantismus der „Weiber, Reichen, Vornehmen“ wurde angestrebt, jedoch nicht umgesetzt. Der Künstler hebt sich nach Goethes Definition neben dem angeborenen Talent durch folgende Merkmale vom Dilettanten ab:
- Ausübung der Kunst nach Wissenschaft.
- Annahme einer objektiven Kunst.
- Schulgerechte Folge und Steigerung.
- Beruf und Profession.
- Anschließung an eine Kunst- und Künstler-Welt.
- Schule.[34]

Folgend sollte der Wert oder der Schaden des Dilettantismus für die einzelnen Künste bestimmt werden, der nach dem Grad der objektiven (Schaden) oder subjektiven (Nutzen) Ausrichtung einzelner Künste ermittelt werden sollte. Es folgen die Einzelschemata.

## Rezeption
Merkmale, die Johann Wolfgang von Goethe und Friedrich Schiller anführen, um dilettantische Werke von echten künstlerischen Werken abzugrenzen, sind häufig unbestimmt. Voraussetzungen für eine wahre Kunst ist eine Regelhaftigkeit und ein größeres Wissen im Gegensatz zum Dilettanten, aber auch eine höhere Berufung, die schließlich im Begriff des Genies mündet. Ein Dilettant kann sich daher zwar das Wissen des Künstlers aneignen, kann dieses Wissen jedoch nicht wie das Genie gebrauchen, da Genie selbst nicht erlernbar, sondern dem wahren Künstler angeboren ist. Wie sich Genie selbst definiert, wird dabei nicht erläutert, wodurch der Geniebegriff im Schema zum Dilettantismus z. B. von Koopmann als ein „Bollwerk, von dem aus sich Schiller und Goethe gegen die andringende Flut des Dilettantismus mit Erfolg zu verteidigen wußten“, kritisiert wurde.
In der Forschung wurde Über den Dilettantismus im späten 20. Jahrhundert vor allem von der feministischen Literaturwissenschaft aufgegriffen. Christa Bürger stellte 1990 die These auf, dass Goethe und Schiller die Schemata über den Dilettantismus als Werk über den Dilettantismus weiblicher Literaturverfassung geschrieben hätten, da z. B. die Kriterien der Paralipomena, die Dilettanten von wahren Künstlern abgrenzen, unverrückbar auf (bürgerliche) Autorinnen um 1800 zugetroffen hätten.
- Ausübung der Kunst nach Wissenschaft. – Frauen war der Zugang zu Universitäten verwehrt.
- Annahme einer objektiven Kunst. – Frauen konnten oft nur aus der subjektiven Sicht ihres Haus- und Ehefrauendaseins schreiben.
- Schulgerechte Folge und Steigerung. – Frauen schrieben autodidaktisch.
- Beruf und Profession. – Frauen war die (offene) Ausübung eines Berufes in einer Ehe nicht möglich.
- Anschließung an eine Kunst- und Künstler-Welt. – Frauen waren um 1800 in der Mehrzahl auf die häusliche Sphäre beschränkt.
- Schule. – sh. Punkt 1.

Die feministische Literaturkritik kritisiert Über den Dilettantismus daher als Versuch Goethes und Schillers, Dilettantismus im negativen Sinn als grundsätzlich weiblich bzw. Literatur von Frauen per se als minderwertiger zu kennzeichnen.

## Werk
- Johann Wolfgang von Goethe: Über den sogenannten Dilettantismus oder die praktische Liebhaberey in den Künsten. In: Goethes Werke. Vollständige Ausgabe letzter Hand. 44. Band: Goethes nachgelassene Werke. Cotta, Stuttgart und Tübingen 1833, S. 256–285. Digitalisat
- Benno von Wiese, Helmut Koopmann (Hrsg.): Schillers Werke. Nationalausgabe. 21. Band: Philosophische Schriften, Zweiter Teil. Weimar, Hermann Böhlaus Nachfolger 1963, S. 60–63, Faltblätter der Schemata als Beilage.